# 텍사스 리그
텍사스 리그(Texas League)는 1902년에 창설된 미국 중남부의 더블 A 야구 리그이다. 총 8팀으로 이루어져 있으며 2개의 디비전으로 운영된다.

## 팀
| 디비전 | 팀                         | MLB 팀                              | 연고지                 | 홈구장                         |
| ------ | -------------------------- | ----------------------------------- | ---------------------- | ------------------------------ |
| 노스   | 아칸소 트레블러스          | 로스앤젤레스 에인절스 오브 애너하임 | 노스리틀록, 아칸소     | 디키-스티븐스 파크             |
| 노스   | 노스웨스트 아칸소 내추럴스 | 캔자스시티 로열스                   | 스프링데일, 아칸소     | 알베스트 볼파크                |
| 노스   | 스프링필드 카디널스        | 세인트루이스 카디널스               | 스프링필드, 미주리     | 해먼스 필드                    |
| 노스   | 털사 드릴러스              | 로스앤젤레스 다저스                 | 털사, 오클라호마       | 원오케이 필드                  |
| 사우스 | 코퍼스크리스티 훅스        | 휴스턴 애스트로스                   | 코퍼스크리스티, 텍사스 | 워러버거 필드                  |
| 사우스 | 프리스코 러프라이더즈      | 텍사스 레인저스                     | 프리스코, 텍사스       | 닥터 페퍼 볼파크               |
| 사우스 | 미들랜드 록하운즈          | 오클랜드 어슬레틱스                 | 미들랜드, 텍사스       | 씨티뱅크 파크                  |
| 사우스 | 샌안토니오 미션스          | 샌디에이고 파드리스                 | 샌안토니오, 텍사스     | 넬슨 W. 울프 뮤니시플 스타디움 |